# Sunshine (film, 2007)
Pour les articles homonymes, voir Sunshine.
Pour plus de détails, voir Fiche technique et Distribution.
Sunshine ou Les Derniers Rayons du soleil au Québec, est un film de science-fiction britanno-américain réalisé par Danny Boyle, sorti en 2007. Il met en scène une équipe d'astronautes ayant pour mission de rallumer le Soleil mourant.
Bien qu'il ait reçu des critiques globalement positives dans la presse, le film connaît néanmoins un échec commercial.

## Synopsis
En 2057, le Soleil meurt en s'éteignant progressivement. Un vaisseau avec un équipage de huit astronautes est envoyé dans l'espace pour tenter de le rallumer. Cette mission, baptisée Icarus 2, a pour but d'expédier une charge thermonucléaire d'une masse équivalente à l'île de Manhattan au cœur du Soleil afin de « l'allumer » à nouveau. Sept ans plus tôt, la première tentative de l'humanité s'était soldée par un échec avec la disparition mystérieuse de Icarus 1. Cette deuxième mission est le dernier espoir de l'humanité car elle a épuisé toutes les matières fissibles de la Terre lors de la fabrication de la deuxième bombe.
L'équipage est composé du commandant Kaneda, du second Harvey chargé des communications, de la pilote Cassie, du psychiatre Searle, du technicien Mace, du mathématicien Trey, de la botaniste Corazon et du physicien Capa chargé de superviser la bombe. Seize mois après son départ de la Terre, le vaisseau Icarus 2 s’apprête à entrer dans la zone où toute communication deviendra impossible en raison du vent solaire. L'équipage profite des dernières heures avant l'entrée dans cette zone neutre pour envoyer un dernier message à leurs proches. Une bagarre éclate entre Mace et Capa, mais grâce au psychiatre Searle, la situation revient à la normale. Pendant ce temps-là, le commandant continue à s'interroger sur le mystère de la disparition d'Icarus 1 dirigé par son collègue Pinbaker. Au fur et à mesure, le commandant et Searle sont de plus en plus fascinés par la lumière du soleil qu'ils observent depuis la salle d'observation.
Plus tard, alors que le vaisseau se trouve à proximité de Mercure, Harvey capte un signal de détresse, provenant apparemment d'Icarus 1. L'équipage se réunit pour décider s'il faut rejoindre le vaisseau. Selon Searle, la charge explosive à bord peut doubler les chances de réussites de la mission Icarus. Mais c'est à Capa que revient la charge de prendre la décision. Celui-ci ne peut malheureusement pas confirmer la réussite de l'explosion sans une simulation fiable, et décide donc de rejoindre Icarus 1, s'en remettant à l'argument de Searle.
Ce changement de trajectoire provoque un incident sur le bouclier en raison d'une erreur de calcul de trajectoire par le mathématicien Trey, qui a oublié d'en changer l'angle d'approche. Le commandant et Capa doivent sortir pour aller examiner les dégâts et refermer les quatre panneaux endommagés. Le temps de l'entretien, pour leur donner accès aux panneaux en toute sécurité, Cassie réoriente le bouclier, sacrifiant ainsi les tours de communications, qui sont brûlées par le soleil. Alors que le commandant et Capa ont renfermé trois des panneaux, le vaisseau reprend automatiquement les commandes à Cassie car la rotation du bouclier a provoqué un grave incendie qui détruit complètement le jardin à oxygène ainsi qu'une grande partie des réserves d'air. Le commandant ordonne à Capa de rentrer et se sacrifie en allant fermer le dernier panneau, avant d'être brûlé par le vent solaire. À la suite de cet incident, Trey, se sentant responsable et devenu suicidaire, est mis sous sédatif à l'infirmerie. Le reste de l'équipage, n'ayant plus assez d'oxygène pour terminer la mission doit, selon Corazon, sacrifier trois personnes pour rallier le point de largage.
Plus tard, Icarus 2 rejoint Icarus 1. Après s'être détaché de sa bombe, le vaisseau Icarus 2 se relie au vaisseau Icarus 1. Capa, Mace, Harvey et Searle montent à bord du vaisseau et constatent que l'intérieur de celui-ci est recouvert de poussières correspondant à de la peau humaine, que le vaisseau n'a plus d'électricité et qu'il est complètement silencieux. Ils partent chacun de leur côté pour l'explorer. Harvey découvre que le jardin à oxygène fonctionne toujours et est devenu une vraie jungle après sept ans de croissance, tandis que Capa constate que la bombe est opérationnelle. L'espoir renaît dans l'équipage. Toutefois, Mace découvre que l'unité centrale du vaisseau a été sabotée et qu'un message enregistré par Pinbaker annonce l'abandon de la mission "sur ordre de Dieu". Searle découvre l'équipage d'Icarus 1 mort brûlé vif dans la salle d'observation, dont le filtre a été saboté, constatant qu'il aurait été mort lui aussi si le bouclier d'Icarus 2 ne se trouvait pas devant la fenêtre.
Alors que les quatre hommes se rendent compte qu'ils n'auraient pas dû dévier de leur mission pour se rendre sur Icarus 1, le sas reliant les deux vaisseaux explose, ce qui les sépare. Les quatre hommes piégés à bord d'Icarus 1 doivent se résoudre à plonger dans le vide pour retourner sur Icarus 2 mais il n'y a qu'une seule combinaison disponible. Elle est réservée à Capa, car il est le seul qui peut lancer la bombe ; Mace et Harvey vont l'accompagner sans combinaison, en se protégeant du mieux qu'ils peuvent contre le vide spatial. Searle se sacrifie en restant à bord d'Icarus 1 pour ouvrir le sas depuis l'intérieur. Une fois le sas ouvert, Capa et Mace réussissent à rejoindre Icarus 2 mais Harvey, n'ayant pas réussi à rentrer dans le sas, meurt dans l'espace, son corps dérivant étant vaporisé par la chaleur solaire sitôt sorti de l'ombre du vaisseau.
Icarus 2 se raccorde à son bouclier et reprend sa route. Searle, à bord d'Icarus 1, se laisse brûler vif par le soleil dans la salle d'observation qui n'est plus protégée au moment du départ d'Icarus 2. Cassie, Capa, Mace et Corazon se réunissent pour faire le point et découvrent que l'explosion du sas résulte d'un sabotage, et soupçonnent Trey. Ils décident alors de le sacrifier, l'oxygène à bord étant insuffisant pour rallier le point de largage de la bombe. Mace se charge de le tuer mais découvre que Trey s'est déjà suicidé en se tranchant les veines. Mace et Capa se disputent et se battent, Mace reprochant à Capa d'avoir pris une mauvaise décision en déroutant la mission. Le manque d'oxygène les épuisent et ils cessent de se battre.
Capa demande à l'ordinateur central d'effectuer un nouveau test de probabilité de survie de l'équipage, compte tenu du niveau d'oxygène : le vaisseau lui apprend que celui-ci est insuffisant car ils sont cinq personnes à bord du vaisseau. Capa découvre que cette cinquième personne inconnue n'est autre que Pinbaker, le commandant d'Icarus 1, qui a survécu et est monté à bord d'Icarus 2. Pinbaker, gravement brûlé par le soleil, est devenu fou. Il est responsable du sabotage de la mission d'Icarus 1 et de l'explosion du sas qui le reliait à Icarus 2, qu'il compte saboter car tout doit selon lui "redevenir poussière d'étoile". Il blesse Capa mais celui-ci s'enfuit et se réfugie dans le sas à combinaisons, où Pinbaker l'enferme. Puis, Pinbaker tue Corazon, dans le jardin brûlé où elle vient juste de découvrir qu'une plante repousse, et sabote l'unité centrale en la retirant de son circuit de refroidissement. Pinbaker poursuit Cassie dans le vaisseau jusque dans la bombe. Le vaisseau s'éteint et se met sur orbite. Constatant les dégâts, Mace doit plonger dans le circuit de refroidissement pour tenter de le réparer et tenter de relancer l'ordinateur central, mais il échoue. Avant de mourir de froid, Mace parvient à contacter Capa et lui dit qu'il faut larguer la bombe en la déclenchant manuellement de l'intérieur.
Capa se revêt d'une combinaison et perce un trou dans la porte intérieure du sas, ce qui la fait sauter et entraîne la dépressurisation du vaisseau. Capa se rend alors au poste de pilotage pour détacher l'autodestruction du vaisseau et profite des quatre minutes de délai pour sauter du vaisseau et rejoindre la bombe. Une fois à l'intérieur de cette dernière, qui est demeurée en atmosphère pressurisée, Capa découvre Cassie, qui est blessée, et Pinbaker qui tente de le tuer. La structure de la bombe, qui plonge dans l'héliosphère, subit des distorsions dans l'espace-temps. Cassie intervient pour aider Capa et ils échappent à Pinbaker en lui arrachant un bras. Capa réussit à atteindre le cœur de la bombe et l'active. La bombe atteint le soleil et explose. Huit minutes plus tard sur Terre, la sœur de Capa et ses enfants qui se promènent à Sydney dans un paysage de neige voient le soleil s'illuminer, signifiant ainsi la réussite de la mission.

## Fiche technique
Sauf indication contraire, les informations mentionnées dans cette section peuvent être confirmées par les bases de données cinématographiques IMDb et Allociné,  présentes dans la section « Liens externes ».
- Titre original et français : Sunshine
- Titre québécois : Les Derniers Rayons du soleil[1]
- Réalisation : Danny Boyle
- Scénario : Alex Garland
- Musique : John Murphy et Underworld
- Direction artistique : Gary Freeman, Stephen Morahan, Denis Schnegg et David Warren
- Décors : Mark Tildesley
- Costumes : Suttirat Anne Larlarb
- Photographie : Alwin H. Kuchler
- Son : Tim Fraser, Glenn Freemantle, John Hayward, Richard Pryke, Tom Sayers
- Montage : Chris Gill
- Production : Andrew MacDonald
  - Coproduction : Bernard Bellew
- Sociétés de production :
  - Royaume-Uni : Moving Picture Company, en association avec Ingenious Film Partners et UK Film Council, présenté par DNA Films
  - États-Unis : en association avec Dune Entertainment et Major Studio Partners, présenté par Fox Searchlight Pictures
- Sociétés de distribution : Twentieth Century Fox (Royaume-Uni, Belgique)[2] ; Fox Searchlight Pictures (États-Unis) ; Twentieth Century Fox France (France) ; Fox-Warner (Suisse)[2]
- Budget : 40 millions USD[3]
- Pays de production :  Royaume-Uni,  États-Unis[4]
- Langue originale : anglais
- Format : couleur (DeLuxe) — 35 mm — 2,35:1 — son Dolby Digital / SDDS / DTS
- Genre : science-fiction, thriller
- Durée : 107 minutes
- Dates de sortie[5] :
  - Belgique : 5 avril 2007 (Festival international du film fantastique de Bruxelles) ; 11 avril 2007 (sortie nationale)[6]
  - Royaume-Uni : 6 avril 2007
  - France, Suisse romande : 11 avril 2007[7],[8]
  - États-Unis : 1er juillet 2007 (Festival du film de Los Angeles) ; 20 juillet 2007 (sortie limitée) ; 27 juillet 2007 (sortie nationale)
  - Québec : 27 juillet 2007[1]
- Classification[9] :
  - Royaume-Uni : interdit aux moins de 15 ans (15 - Suitable only for 15 years and over)
  - États-Unis : les enfants de moins de 17 ans doivent être accompagnés d'un adulte (R – Restricted)[N 1]
  - France : tous publics avec avertissement[10],[N 2]
  - Belgique : tous publics (Alle Leeftijden)[6]
  - Suisse romande : interdit aux moins de 14 ans[11]
  - Québec : 13 ans et plus (13+ / 13 years and over)[1]

## Distribution
- Cillian Murphy (VF : Adrien Antoine) : Capa, physicien chargé de la bombe
- Rose Byrne (VF : Françoise Cadol) : Cassie, pilote
- Cliff Curtis (VF : Joël Zaffarano) : Searle, psychiatre
- Chris Evans (VF : Maël Davan-Soulas) : Mace, technicien
- Troy Garity (VF : Patrick Mancini) : Harvey, officier des communications et commandant en second
- Hiroyuki Sanada (VF : Boris Rehlinger) : Kaneda, commandant
- Benedict Wong (VF : Régis Lang) : Trey, mathématicien
- Michelle Yeoh (VF : Juliette Degenne) : Corazon, botaniste
- Mark Strong (VF : Philippe Vincent) : Pinbacker, commandant d'Icarus 1
- Chipo Chung (VF : Caroline Victoria) : voix du vaisseau Icarus 2

Version française
- Adaptation des dialogues : Bruno Chevillard

Source et légende : Version française (VF) sur AlloDoublage

## Production

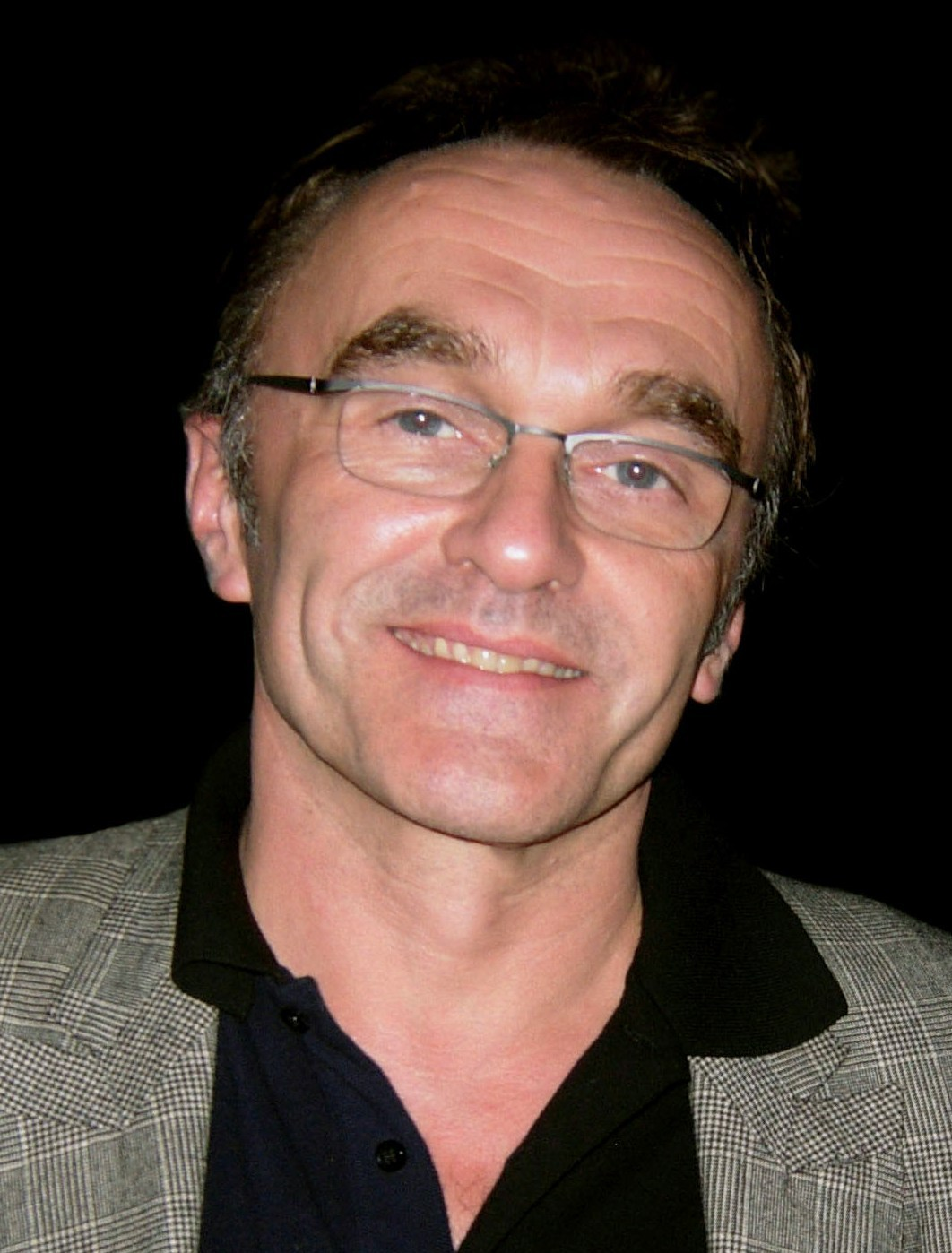
Le réalisateur Danny Boyle retrouve son compositeur John Murphy.

### Genèse et développement
En mars 2005, après avoir achevé son film Millions, Danny Boyle est un attaché au projet 3000 Degrees pour Warner Bros. sur un attentat sur un incendie survenu en 1999 à Worcester. Le réalisateur reçoit au même moment un script écrit par Alex Garland, avec qui il a travaillé sur La Plage (2000) et 28 Jours plus tard (2002). Le producteur Andrew Macdonald, lui collaborateur régulier de Danny Boyle, présente le projet à la 20th Century Fox. La Fox est cependant réticente en raison des similitudes avec une précédente production du studio, Solaris (2002), qui n'avait pas trouvé son public. Le projet est finalement développé par la Fox via sa filiale Fox Searchlight Pictures, davantage spécialisée dans les films d'auteurs. Cependant, selon Fox Searchlight, le budget estimé de 40 millions de dollars est excessif. Andrew Macdonald trouve alors un financement supplémentaire au Royaume-Uni notamment auprès d'Ingenious Film Partners. Après avoir collaboré avec Fox Searchlight sur 28 Jours plus tard, Danny Boyle jouit d'une grande liberté artistique.
Danny Boyle et Alex Garland développement le script pendant près d'un an ainsi qu'une autre année de préproduction.
Alex Garland explique son inspiration pour le scénario :

« J'ai toujours eu envie d'écrire un film de science-fiction. Je voulais développer l'idée du voyage de l'homme dans l'espace et chemin faisant, de ce qu'il découvre dans son propre subconscient. J'étais à la recherche d'un sujet auquel je pouvais rattacher cette idée, lorsque j'ai lu un article qui faisait une projection de l'avenir de l'humanité en se plaçant d'un point de vue scientifique et athée. Le papier énonçait des théories sur la fin programmée du soleil et en évoquait les conséquences. L'homme a besoin de l'énergie du soleil pour survivre, et lorsque cette énergie sera épuisée, l'espèce humaine disparaîtra. Ce que je trouvais intéressant, c'était qu'on pouvait facilement spéculer sur la disparition possible de l'espèce humaine - et je me suis alors dit “et si nous avions la certitude que l'homme devait disparaître dans un très proche avenir ?” Je voulais raconter une histoire où la survie de toute la planète dépend d'un seul homme, et en évoquer les effets sur sa santé mentale. C'était le point de départ du scénario. »

— Alex Garland

### Attribution des rôles
Danny Boyle a choisi d'avoir une distribution d'ensemble notamment pour encourager un processus créatif davantage démocratique, à l'instar de celui de Alien (1979, Ridley Scott). Danny Boyle a par ailleurs voulu avoir des actrices et acteurs de différentes nationalités pour représenter toute l'Humanité de la mission : Michelle Yeoh (Malaisie), Chris Evans (États-Unis), Hiroyuki Sanada (Japon), Cillian Murphy (Irlande), Rose Byrne (Australie) ou encore Cliff Curtis (Nouvelle-Zélande). L'idée est également d'associer la NASA et le programme spatial de la Chine, qui seront selon Danny Boyle alliés dans le futur. l'idée d'associer l'Inde et le Brésil avait un temps envisagée, mais fut abandonnée par les producteurs.
Pour préparer son équipe, Danny Boyle a recours à la method acting. Pour illuster la vie collective des astronautes de la mission durant 16 mois, il réunit les acteurs pendant plusieurs semaines et les fait subir un entrainement (notamment de plongée) et leur fait regarder des films ensemble comme L'Étoffe des héros (1983) ou le documentaire For All Mankind (1989). De plus, Danny Boyle les fait embarquer à bord d'un Sous-marin nucléaire pour comprendre la claustrophobie. Les acteurs sont également mis en apesanteur dans un avion spécial.

### Tournage

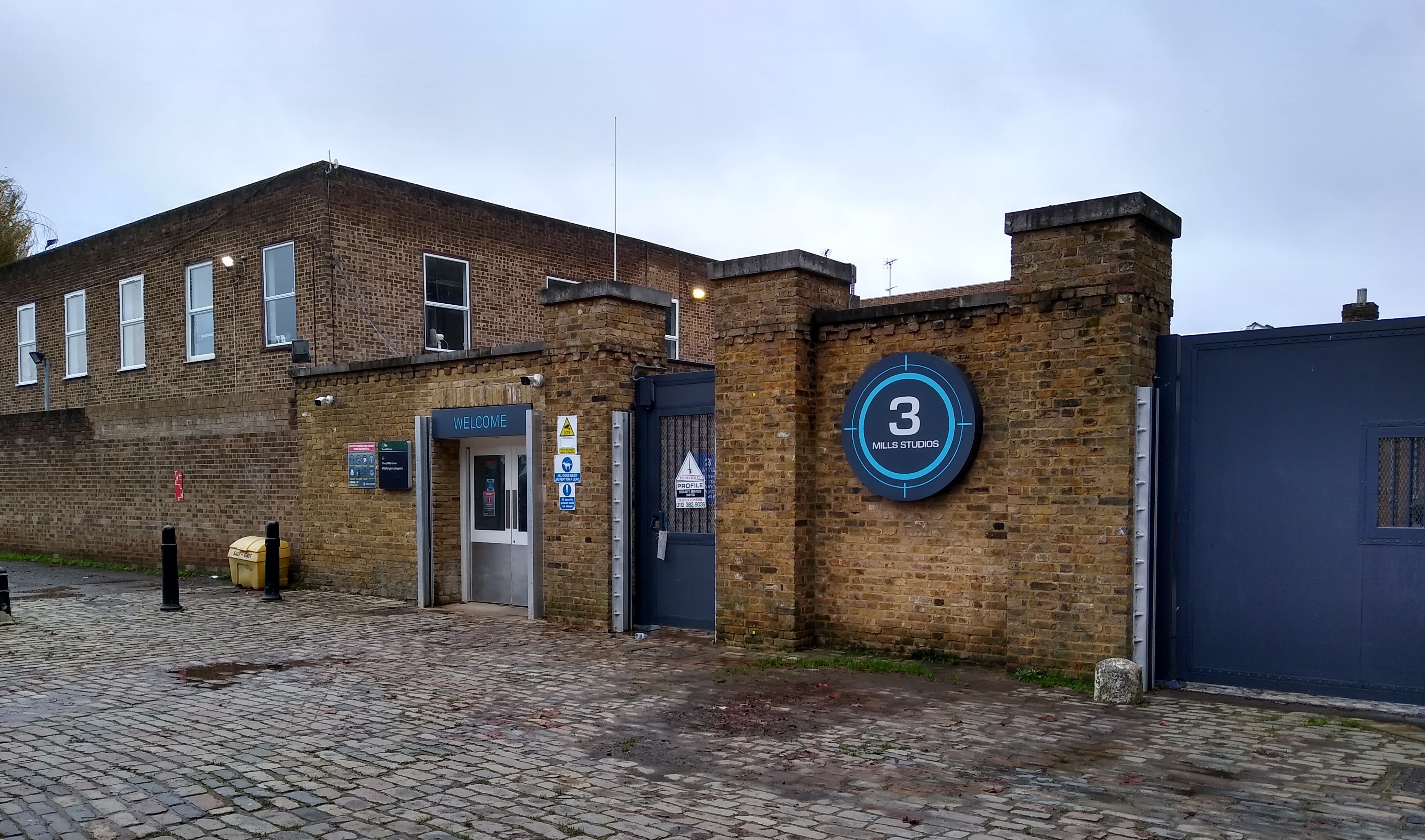
3 Mills Studios.

Le tournage a lieu principalement dans les 3 Mills Studios (en) à Stratford (Londres). Il débute le 23 août 2005. Une scène est tournée au May Day memorial de Stockholm. Quelques plans de l'Opéra de Sydney sont également réalisés.

### Bande originale
La bande originale du film est composée par John Murphy, collaborateur régulier de Danny Boyle puisqu'ils avaient déjà collaboré pour Millions et 28 jours plus tard. Karl Hyde et Rick Smith du groupe Underworld participent également à la bande originale du film.
Le thème principal de John Murphy, The Surface of The Sun, notamment utilisé pour la scène finale et la mort de Kaneda, a depuis été réutilisé dans de nombreux autres projets : en plus d'illustrer les bandes-annonces des films True Grit, L'Homme qui voulait vivre sa vie et X-Men: Days of Future Past. Le morceau compose également l'architecture sonore principale de Kick-Ass. Enfin, il est utilisé dans l'épisode 5 de la première saison de The Walking Dead, série apocalyptique diffusée depuis octobre 2010 sur AMC aux États-Unis.
| 1.    | Welcome to Icarus II                                                    | John Murphy              | 1:59 |
| 2.    | Avenue of Hope                                                          | I Am Kloot               | 4:34 |
| 3.    | Capa's Last Transmission Home                                           | Underworld               | 2:11 |
| 4.    | Kaneda's Death, Pt. 2 (Adagio in D Minor)                               | John Murphy              | 2:58 |
| 5.    | Mercury                                                                 | Underworld & John Murphy | 2:10 |
| 6.    | Kaneda's Death Pt. 1                                                    | John Murphy              | 6:06 |
| 7.    | Searle Finds the Crew of Icarus I / Floating Free / Searle's Last Blast | Underworld & John Murphy | 3:11 |
| 8.    | Freezing Outside: Harvey                                                | John Murphy & Underworld | 2:54 |
| 9.    | Trey's Fate                                                             | Underworld               | 2:42 |
| 10.   | Pinbacker Slashes Capa                                                  | John Murphy & Underworld | 2:32 |
| 11.   | Corazon Finds the Seedling                                              | Underworld               | 1:20 |
| 12.   | Cassie Searches / Dead Corazón                                          | John Murphy & Underworld | 2:41 |
| 13.   | Freezing Inside: Mace                                                   | John Murphy              | 1:51 |
| 14.   | Capa Suits Up                                                           | John Murphy              | 1:54 |
| 15.   | Sunshine (Adagio in D Minor)                                            | John Murphy              | 4:27 |
| 16.   | Capa's Jump                                                             | John Murphy              | 1:20 |
| 17.   | Distortions                                                             | Underworld               | 5:40 |
| 18.   | Capa Meets the Sun (To Heal)                                            | Underworld               | 2:18 |
| 19.   | Peggy Sussed                                                            | Underworld               | 2:27 |
| 55:08 |                                                                         |                          |      |

## Accueil

### Accueil critique
Aux États-Unis, l'accueil critique est globalement favorable :
- Sur le site agrégateur américain Rotten Tomatoes, le film bénéficie d'un taux d'approbation de 76 % d'opinions favorables basé sur 169 critiques collectées (129 critiques positives et 40 négatives). Le consensus critique du site Web se lit comme suit : « Danny Boyle poursuit sa descente aux enfers dans une science-fiction déjantée et nous entraîne avec lui. Sunshine remplit la double condition d'un classique de la science-fiction : des visuels époustouflants et une action intelligente. »[28].
- Sur Metacritic, le film a une partition de 64⁄100 sur la base de 34 critiques collectées (25 critiques positives, 8 mitigées et 1 négative). Quant au public, il est plutôt reconnaissant en obtenant une moyenne de 7,4⁄10 sur la base de 289 évaluations.

En France, le site Allociné propose une note moyenne de 3,5⁄5 à partir de l'interprétation de critiques provenant de 24 titres de presse.

### Box-office
Le film s'est soldé par une performance commerciale plutôt décevante : les 32 017 803 dollars amassés durant son exploitation en salles, en effet, n'ont pas couvert le budget de tournage qui, lui, s'élevait à 40 millions de dollars.
Le film a attiré 371 761 entrées en France, 375 050 entrées en Espagne et 639 994 entrées au Royaume-Uni.

## Distinctions

### Récompense
- British Independent Film Awards 2007 : meilleure réalisation technique en décorations pour Mark Tildesley

### Nominations

#### 2007
- British Independent Film Awards : meilleur acteur pour Cillian Murphy
- Golden Schmoes Awards :
  - Meilleur film de science-fiction de l'année
  - Meilleurs effets spéciaux de l'année
  - Film le plus sous-estimé de l'année
  - Film le plus trippant de l'année
- International Film Music Critics Association : meilleure musique originale pour un film fantastique / science-fiction pour John Murphy, Karl Hyde et Rick Smith
- Las Vegas Film Critics Society Awards : meilleur film (10e place)
- Satellite Awards : meilleure direction artistique pour Gary Freeman, Stephen Morahan, Denis Schnegg et Mark Tildesley
- Scream Awards :
  - Meilleur film de science-fiction
  - Meilleur réalisateur pour Danny Boyle
  - Meilleure star de science-fiction pour Cillian Murphy
  - Meilleur scénario pour Alex Garland

#### 2008
- Academy of Science Fiction, Fantasy and Horror Films - Saturn Awards : meilleur film de science-fiction
- Empire Awards :
  - Meilleur film britannique
  - Meilleur film fantastique ou de science-fiction
- Evening Standard British Film Awards :
  - Meilleure musique de film pour John Murphy et Underworld (groupe)
  - Meilleure réalisation technique pour Chris Gill (montage)
  - Meilleure réalisation technique pour Alwin H. Küchler (photographie)
- International Online Cinema Awards (INOCA) : meilleurs effets visuels
- Irish Film and Television Awards : meilleur acteur dans un rôle principal pour Cillian Murphy
- London Critics Circle Film Awards : meilleur réalisateur britannique de l'année pour Danny Boyle
- Online Film and Television Association : meilleurs effets visuels pour Richard Conway, Kieron Helsdon, Marian Mavrovic et Tom Wood

## Éditions en vidéo
En France, le film Sunshine est sorti en DVD le 14 novembre 2007. Par la suite, le film est sorti en Blu-ray le 4 janvier 2008, puis ressorti en pack duo Blu-ray + DVD le 7 juillet 2010, ressorti en Blu-ray simple le 1er septembre 2010 et en VOD le 1er août 2014.